# Peperomia globosibacca
Peperomia globosibacca är en pepparväxtart som beskrevs av C. Dc.. Peperomia globosibacca ingår i släktet peperomior, och familjen pepparväxter. Inga underarter finns listade i Catalogue of Life.